# Fundación Andaluza de la Prensa
La Fundación Andaluza de la Prensa. Centro de Estudios Periodísticos y Museo de la Prensa de Granada es una institución española sin ánimo de lucro, constituida en septiembre de 2007, cuyo objetivo general es poner en valor el papel de la profesión periodística y de los medios de comunicación así como su historia y proyección en la España contemporánea.

## Sede
La Fundación tiene establecido su domicilio en Granada, en el edificio Antiguo Hospital de Peregrinos, un palacete del siglo XVI que se encuentra en la calle Escudo del Carmen n.º 3.
Este edificio es uno de los primeros palacios del Renacimiento granadino y forma parte del Patrimonio Histórico Andaluz. Fue mandado construir en 1501 por Juan Muñoz de Salazar, alférez de los Reyes Católicos y primer corregidor de la ciudad de Granada. Cuenta con dos plantas, un sótano, un aljibe y dos torreones con las torres de flanqueo angulares, características de la arquitectura doméstica granadina de la Edad Moderna.

## Historia
Esta institución se creó promovida por la Asociación de la Prensa de Granada con objeto de poner a disposición de la sociedad granadina y de toda Andalucía un Museo de la Prensa que fuera referencia en España junto con un Centro de Estudios Periodísticos que le sirviese de apoyo, y convertir a la ciudad de Granada en uno de los núcleos del periodismo y de la comunicación para el mejor conocimiento y uso de los medios. La intermediación cultural y la divulgación científica forman parte de los objetivos de la Fundación así como las tareas ligadas a la conservación, creación de colecciones, exposiciones e investigación.
El Centro de Estudios Periodísticos comenzó su andadura en septiembre de 2007 con las actividades de su Aula de Cultura que tiene desde entonces hasta hoy una programación estable de actos: presentaciones de libros, recitales poéticos, recitales de música, conferencias, seminarios etc. Se trabaja también en proyectos formativos, de establecimiento de relaciones entre organizaciones internacionales de periodistas de ámbitos geográficos y de influencias culturales próximas, y de investigación, a través del  Aula de Formación, el Aula de Historia e Investigación y el Aula de Cooperación Internacional.
El Museo de la Prensa de Granada abrió sus puertas por primera vez el viernes 23 de enero de 2009. Recoge más de trescientos años de historia del Periodismo y exhibe una parte importante de los fondos con que cuenta la Fundación: páginas de publicaciones locales y provinciales diarias de los siglos XVIII, XIX y XX como la Gazeta de Granada, El Radical, El Defensor de Granada, El Universal, La Publicidad o La Hoja del Lunes; de publicaciones no diarias como Mete Farulla de 1912; el primer número del diario Ideal de Granada y la última plancha de plomo con que se imprimió en los años 70; el primer tratado sobre periodismo editado por la Escuela de Periodismo de El Debate escrito por el padre Graña; la Gaceta de la Prensa editada por la Dirección General de Prensa; objetos relacionados con la confección de periódicos: tipómetros, moldes, grabados, letras de distintos tipos, galeradas, antiguas máquinas de escribir; fotografías de periodistas de épocas pasadas; máquinas fotográficas de los siglos XIX y XX y material fotográfico como: ampliadoras, cubetas y tanques de revelado; el Premio Ondas de 1982. También muestra un viejo estudio de radio al completo.

## Actividades
La Fundación Andaluza de la Prensa realiza actividades de difusión del conocimiento periodístico a lo largo de la historia por medio de su Museo de la Prensa de Granada, en el que se conserva y expone una importante colección de fondos hemerográficos, bibliográficos, documentales e industriales, y asimismo lleva a cabo otras de formación e investigación a través de su Centro de Estudios Periodísticos.